# Jan Zygmunt Wilczyński
Jan Zygmunt Wilczyński (ur. 21 lutego 1891 w Zakreniczu, zm. 1970 we Francji) – polski biolog.

## Życiorys
Syn Mariana i Franciszki z Kochanów. W 1908 ukończył gimnazjum w Kijowie i rozpoczął studia na Wydziale Przyrodniczym na Uniwersytecie w Petersburgu. W latach 1906–1908 współzałożyciel, a następnie sekretarz Związku Polskiej Postępowej Młodzieży Szkolnej w Kijowie, a od 1909 do 1912 w Petersburgu. W 1910 uczestniczył w wyprawie biologów na Bliski Wschód, w 1912 ukończył studia i wyjechał do Murmańska prowadzić badania na naukowej stacji biologicznej. Następnie przeniósł się do Krakowa, gdzie kontynuował naukę na Uniwersytecie Jagiellońskim i w 1914 obronił doktorat, który przygotował pod kierunkiem prof. Michała Siedleckiego. Wiedzę uzupełniał na Uniwersytecie w Heidelbergu u prof. Otta Bütschliego i na stacji zoologicznej w Neapolu. W 1915 wrócił do Petersburga i przez rok pracował pod kierunkiem prof. Walentina Dogiela, a następnie prowadził wykłady z zoologii ogólnej i bezkręgowców na kursach Aleksandra Czerniajewa. Od 1917 przez dwa lata wykładał w Polskim Kolegium Uniwersyteckim w Kijowie, aresztowany przez władze ukraińskie był więziony w Żmerynce. Po uwolnieniu wyjechał do Wilna, gdzie został starszym asystentem, a następnie zastępcą profesora biologii ogólnej na Uniwersytecie Stefana Batorego. W 1920 ochotniczo walczył w wojnie polsko-bolszewickiej, w tym samym roku na Uniwersytecie Jagiellońskim przestawił i obronił pracę habilitacyjną. W 1925 został profesorem nadzwyczajnym, był członkiem komitetu redakcyjnego czasopisma "Biologia Generalis", które ukazywało się w Lipsku. Od 1926 był redaktorem czasopisma "Biblioteca Biologica" wychodzącego w Warszawie. Zapoczątkował badania hydrobiologiczne na Wileńszczyźnie, zorganizował tymczasową stację naukową na Zielonych Jeziorach, kierował badaniami biologicznymi wód państwowych okręgu wileńskiego. Zwiedził biologiczne stacje naukowe w Arcachon, Rovinj, Neapolu i Berlinie. W 1932 pozbawiony katedry przez Ministerstwo Wyznań Religijnych i Oświecenia Publicznego w ramach autorytarnej "reformy jędrzejowiczowskiej". Po 1945 profesor Uniwersytetu Mikołaja Kopernika w Toruniu, w 1950 zrezygnował z pracy i wyjechał do Paryża, a następnie Bagdadu, gdzie do 1950 wykładał na uniwersytecie. Od 1952 wykładał na Uniwersytecie Libańskim w Bejrucie. Zmarł w 1970, pochowany w Montpelier. Ziemia z jego grobu została pochowana w miejscu pochówku jego żony Kazimiery z Urbanowiczów (1896-1980) na Cmentarzu Ewangelickim w Toruniu.

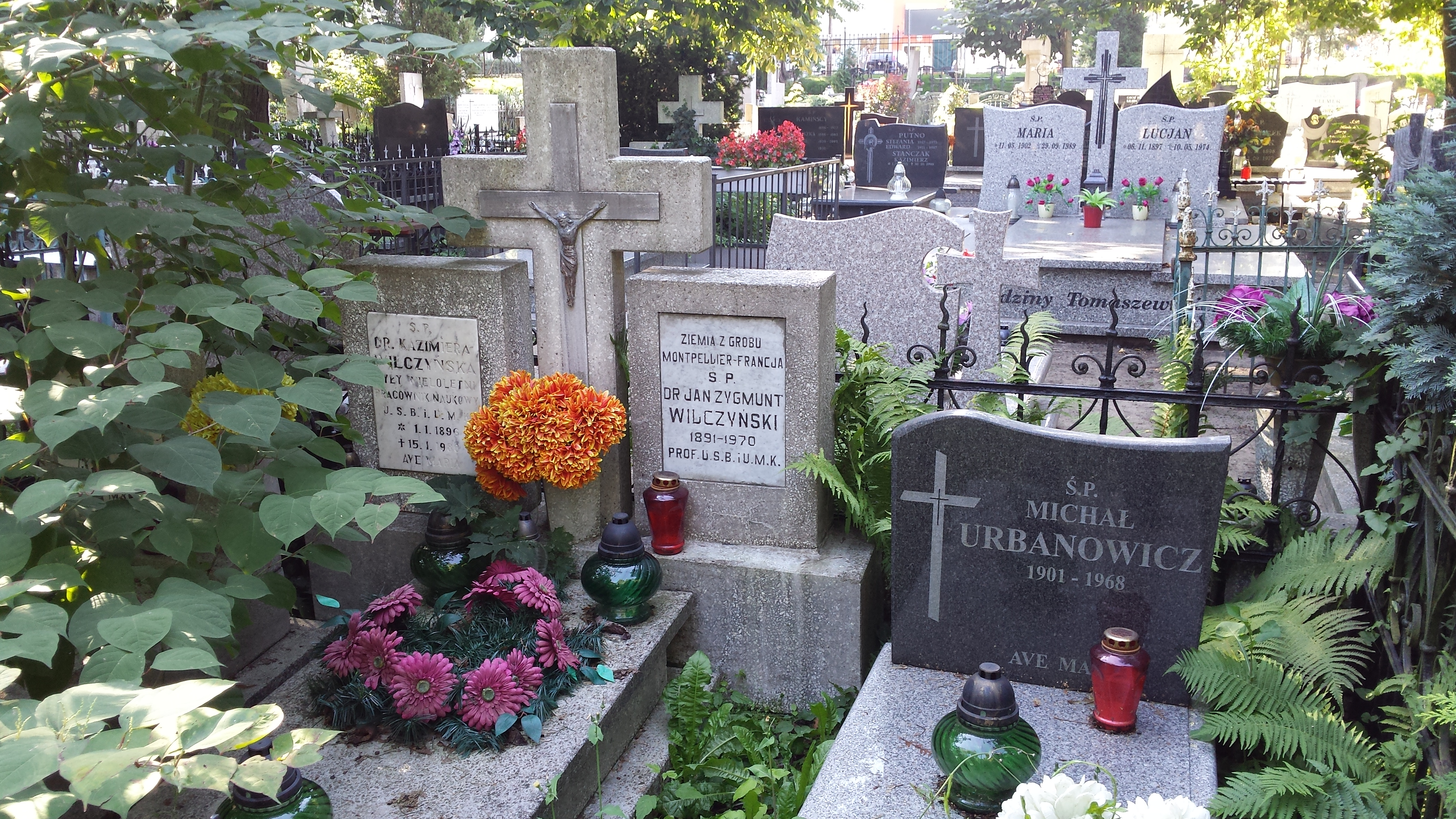
Grób symboliczny w Toruniu

## Członkostwo
- Towarzystwo Przyjaciół Nauk w Wilnie;
- Polskie Towarzystwo Zoologiczno-Anatomiczne;
- Polskie Towarzystwo Biologiczne;
- Société linnéenne we Francji;
- Komisja Fizjograficzna PAU;
- Polskie Towarzystwo Naukowe na Obczyźnie[5];
- Członek założyciel i sekretarz Polskiego Towarzystwa Naukowego na Rusi;
- prezes Polskiego Towarzystwa Miłośników Ogrodnictwa w Wilnie.